# Est (Kamerun)
Ost (französisch Est bzw. englisch East) ist eine Region Kameruns mit der Hauptstadt Bertoua.

## Geografie
Die Region liegt im Südosten des Landes und grenzt im Südwesten an die Region Süd, im Nordwesten an die Region Zentrum und im Norden an die Region Adamaua. Im Osten grenzt sie an die Präfekturen Nana-Mambéré, Mambéré-Kadéï und Sangha-Mbaéré in der Zentralafrikanische Republik und im Süden an das Departement Sangha in der Republik Kongo.
Die Südgrenze bildet dabei der Fluss Ngoko und einen Teil der Ostgrenze bilden der Sangha, der Boumbé II und der Kadéï. Die Westgrenze wird zum Teil von den Flüssen Nyong und Dja gebildet.

## Bevölkerungsentwicklung
Die Bevölkerungsentwicklung der Region zwischen 1976 und 2015 (offizielle Hochrechnung für 2015):
| Jahr           | Einwohnerzahl |
| -------------- | ------------- |
| Zensus 1976    | 366.235       |
| Zensus 1987    | 517.198       |
| Zensus 2005    | 771.755       |
| Schätzung 2015 | 835.600       |

## Politische Gliederung
Die Region ist in 4 Département unterteilt. In der unteren Tabelle ist dem jeweiligen Département die Hauptstadt zugeordnet.

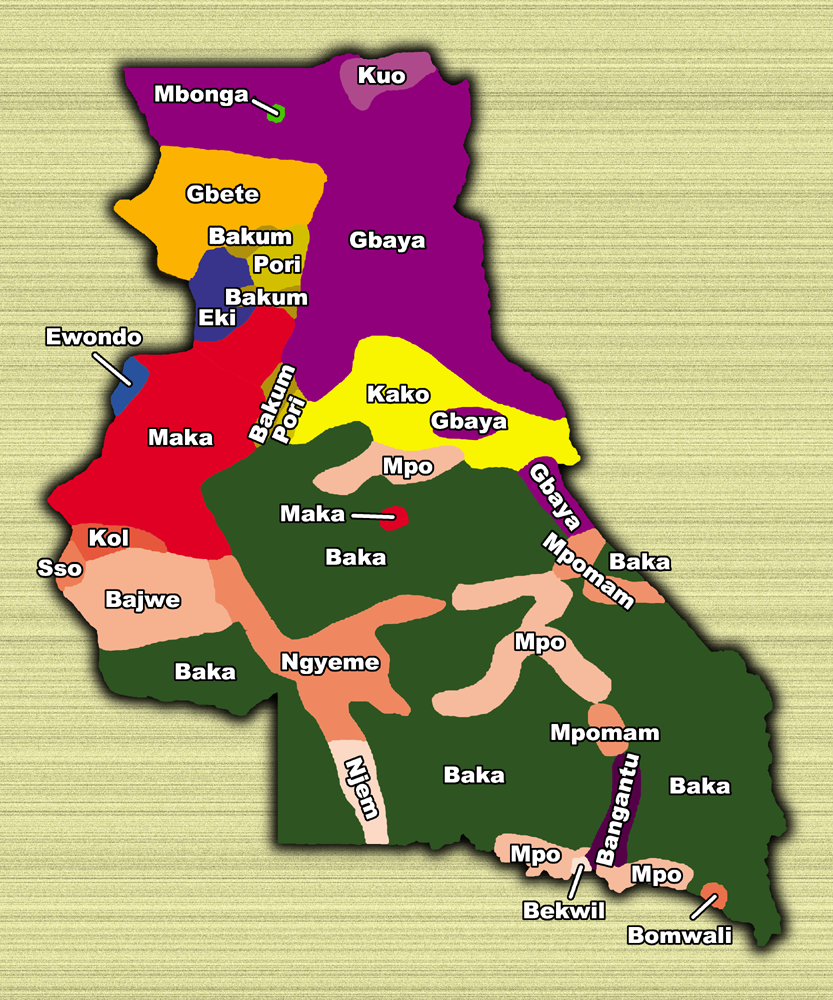
Völker in der Ostprovinz

| \| Département \| Hauptstadt \| Einwohner 2005 \| Fläche in [km²] \| Bevölkerungsdichte 2005 [Einwohner/km²] \| \| --------------- \| ----------- \| -------------- \| --------------- \| --------------------------------------- \| \| Boumba-et-Ngoko \| Yokadouma \| 115.354 \| 30.389 \| 4 \| \| Haut-Nyong \| Abong-Mbang \| 196.519 \| 36.384 \| 5 \| \| Kadey \| Batouri \| 184.098 \| 15.884 \| 12 \| \| Lom-et-Djérem \| Bertua \| 275.784 \| 26.345 \| 10 \| \| Gesamt \| \| 771.755 \| 109.002 \| 8 \| |             |                |                 |                                         |
| Département | Hauptstadt  | Einwohner 2005 | Fläche in [km²] | Bevölkerungsdichte 2005 [Einwohner/km²] |
| Boumba-et-Ngoko | Yokadouma   | 115.354        | 30.389          | 4                                       |
| Haut-Nyong | Abong-Mbang | 196.519        | 36.384          | 5                                       |
| Kadey | Batouri     | 184.098        | 15.884          | 12                                      |
| Lom-et-Djérem | Bertua      | 275.784        | 26.345          | 10                                      |
| Gesamt |             | 771.755        | 109.002         | 8                                       |